# Rio Miconão
O Rio Miconão é um curso de água do arquipélago de São Tomé e Príncipe, localizado no distrito de Cantagalo, ilha de São Tomé. Este curso de água corre para Oeste até encontrar o mar na Praia Micondo, entre a Ponte Simão Fidi e o Ilhéu Catarino.